# Angelcorpse
Angelcorpse va ser un grup de blackened death metall que va néixer de les cendres de la banda anterior del baixista i cantant Pete Helmkamp, anomenada Order From Chaos, originalment de Kansas City, Missouri, resident a Tampa, Florida. Es van separar l'any 2017.

## Història
El grup Angelcorpse va ser fundat l'any 1995, pels guitarristes Helmkamp, Gene Palubicki i el baterista John Longstreth, que van enregistrar una demo amb el nom Goats to Azazael i més tard van signar un contracte amb el segell discogràfic Osmose Productions. L'àlbum debut del grup, Hammer of Gods va sortir l'any 1996 i més tard, l'any 1998 i ja amb el guitarrista Bill Taylor, van llançar el seu segon àlbum, Exterminate. Tony Laureano es va unir a Angelcorpse durant una breu temporada a la bateria, poc després de llançar l'àlbum i que Taylor abandonés el grup. El tercer àlbum d'Angelcorpse, The Inexorable, va sortir la tardor de l'any 1999, després que Taylor tornés al grup.
Mentre eren en una gira amb el grup Immortal, Satyricon i Krisiun, promovent el nou àlbum, els components del grup van patir un accident amb la camioneta de la gira, en què Helmkamp va sortir lesionat. En la mateixa gira, la parella sentimental de Helmkamp va ser apunyalada, situació per la qual ell va decidir deixar la banda. La resta de la banda van seguir treballant junts, però finalment també es van separar.
L'any 2006, el grup va tornar a unir-se i al següent any van llançar l'àlbum, Of Llucifer and Lightning.
Els temes de les seves cançons són generalment de sentiments anticristians i bèl·lics. La banda ha estat en nombroses gires per Estats Units i Europa al costat d'altres bandes de metall com Immortal, Krisiun, Cianide, i Watain. L'any 2008 el grup va realitzar una llarga gira per Europa, inclosos festivals com United Metall Maniacs Open Air Festival a Bitterfeld, Alemanya i finalment, el 7 d'abril de 2009 els integrants de la banda van decidir separar-se, a causa de diferències musicals.

## Discografia
- Goats to Azazael (Demo, 1995)
- Hammer of Gods (1996)
- Nuclear Hell (EP, 1997)
- Wolflust (Single, 1997)
- Exterminate (1998)
- Winds of Desecration (EP, 1999)
- The Inexorable (1999)
- Iron, Blood and Blasphemy (recopilació de senzills, EPs, cançons en directe i demo, 2000)
- Death Dragons of the Apocalypse (Concert CD, 2002)
- Of Llucifer and Lightning (2007)

## Integrants
Última alineació
- Pete Helmkamp - baix, veu
- Gene Palubicki - guitarra

Integrants passats
- Tony Laureano - bateria
- Bill Taylor - guitarra
- Steve Bailey - guitarra
- John Longstreth - bateria
- Kelly McLauchlin - guitarra
- Terry "Warhead" - bateria
- Paul Collier- bateria
- J.R. Daniels - bateria
- Kelly McLauchlin- guitarra